# Square Saint-Éloi
Square Saint-Éloi är en park mellan Rue du Colonel-Rozanoff och Passage Montgallet i Quartier de Picpus i Paris tolfte arrondissement. Parken anlades år 1974 i samband med renoveringen av kvarteret Îlot Saint-Éloi. Parkens sydöstra del är uppförd på platsen för det forna mathurin-klostret för nunnor som tillhörde trinitarieorden. 
I parken står Fontaine de la Baleine-Bleue ("Blåvalsfontänen"), en skulptur i keramik, utförd år 1982 av arkitekten Michel Le Corre och skulptören Gabrielle Brechon.

## Omgivningar
- Église Saint-Éloi
- Place Moussa-et-Odette-Abadi
- Cité Moynet

## Bilder
| - Blåvalsfontänen. - Parkens skylt. - Église Saint-Éloi. - Place Moussa-et-Odette-Abadi. |

## Kommunikationer
- Tunnelbana – linje  – Montgallet
- Tunnelbana – linjerna   – Reuilly – Diderot
- Busshållplats Reuilly – Diderot – Paris bussnät

### Webbkällor
- ”Square Saint-Éloi”. Paris.fr. Arkiverad från originalet den 11 december 2023. https://archive.md/wip/6fpMl. Läst 11 december 2023.